# Dubai Electricity and Water Authority
Die Dubai Electricity and Water Authority (englisch, kurz DEWA, arabisch هيئة كهرباء ومياه دبي, DMG haiʾat kahrabāʾ wa-miyāh Dubayy, deutsch Dubai Elektrizitäts- und Wasserbehörde) ist das staatliche Energie- und Wasserversorgungsunternehmen des Emirates Dubai.
DEWA betreibt alle öffentlichen Kraftwerke und Wasseraufbereitungsanlagen in Dubai, insbesondere die Kraftwerks- und Meerwasserentsalzungsanlage Dschabal Ali, die mit Abstand größte derartige Anlage in Dubai und eine der größten weltweit.
DEWA liefert Wasser und Energie (in Form von Elektrizität und Ferngas) an gewerbliche und private Endkunden in Dubai zu günstigen Preisen (bis 2011 für privilegierte Einheimische sogar kostenlos). Das Wasser dient neben der Trink- und Brauchwasserversorgung für Privathaushalte und Gewerbe auch der Bewässerung der Grünanlagen in Dubai.
Mit den Elektrizitäts- und Wasserbehörden der anderen Vereinigten Emirate, z. B. der Abu Dhabi Water and Electricity Authority (ADWEA) für Abu Dhabi oder der Sharjah Water and Electricity Authority (SEWA) für Sharjah, kooperiert die DEWA unter dem Dach der nationalen Federal Electricity and Water Authority (FEWA).
Nachdem DEWA in der Vergangenheit überwiegend konventionelle Gaskraftwerke eingesetzt hatte, hat die DEWA damit begonnen, ihren Energiemix um Solarstrom zu erweitern. Diese Erweiterung geschieht im Mohammed bin Rashid Al Maktoum Solarpark nahe der Wüstenstadt Dubai in mehreren Phasen. Nach Installation von Photovoltaik-Kraftwerken mit über 200 Megawatt (MW) Leistung und dem Zuschlag für weitere 800 MW Photovoltaik-Leistung folgt nun ein solarthermische Kraftwerk mit 700 Megawatt Leistung, das Tag und Nacht Strom liefern soll.